# Court of Wards and Liveries
Der Court of Wards and Liveries war im England des 16. und 17. Jahrhunderts eine Finanzbehörde zur Verwaltung von Kronlehen, deren Lehnserben unmündig waren, sowie zur Investitur von Neubelehnten.
Es wurde durch zwei Statuten König Heinrichs VIII. begründet, zunächst 1540 (32 Henry VIII c. 46) der Court of the King’s Wards, dem dann 1542 (33 Henry VIII c. 22) der zuvor selbständige Court of liveries angeschlossen wurde. Erster Master des Court wurde William Paulet, 1. Marquess of Winchester. Aufgabe des Court war es, königliche Lehen zu verwalten, die durch Erbfall an Unmündige (Pupillen), also etwa nicht volljährige, geistesschwache oder taubstumme Lehnserben gefallen waren, bis diese  erbfähig geworden und durch Entrichtung einer Abgabe das Lehen antreten konnte (sue out his livery). Oftmals wurden die in der Zwischenzeit eingezogenen Ländereien aber auch an den Meistbietenden verkauft. 
Neben diesen fiskalischen Aufgaben oblag es dem Court aber auch, die praktische Fürsorge seiner Mündel zu gewährleisten; insbesondere Geistesschwache (natural fools) standen nach hergebrachter Auffassung nach unter unmittelbarer Vormundschaft des Königs. Darüber hinaus zog er Bußgelder für Heiratsschließungen ohne königliche Zustimmung ein und hatte das Recht, Königswitwen die Zustimmung zur Wiederverheiratung zu verweigern. 
Im Laufe der puritanischen Revolution und der Abschaffung der Ritterlehne wurde der Court 1645 vom Long Parliament aufgelöst, nach der Restauration wurde seine Abschaffung von Karl II. formal bestätigt (12 Charles II c. 24).